# Joël Abati
Joël Marc Abati  (Forte da França, 25 de abril de 1970) é um handebolista profissional e politico francês, campeão olímpico.

## Carreira
- Espoir de Floreal (Forte da França, Martinica)
- Saint-Michel Sports : 1990-1991
- Levallois SC : 1991-1992
- USM Gagny : 1992-1995
- US Créteil Handball : 1995-1997
- SC Magdebourg : 1997-2007
- Montpellier Agglomération Handball : 2007-2009